# La Higuera (Chile)
La Higuera é uma comuna da província de Elqui, localizada na Região de Coquimbo, Chile. Possui uma área de 4.158,2 km² e uma população de 3.721 habitantes (2002).